# Anthicus testaceonitidus
Anthicus testaceonitidus is een keversoort uit de familie snoerhalskevers (Anthicidae). De wetenschappelijke naam van de soort is voor het eerst geldig gepubliceerd in 1939 door Pic.